# Męcinka (gemeente)
De gemeente Męcinka is een landgemeente in het Poolse woiwodschap Neder-Silezië, in powiat Jaworski.
De zetel van de gemeente is in Męcinka.
Op 30 juni 2004 telde de gemeente 4787 inwoners.

## Oppervlakte gegevens
In 2002 bedroeg de totale oppervlakte van gemeente Męcinka 147,78 km², waarvan:
- agrarisch gebied: 58%
- bossen: 32%

De gemeente beslaat 25,42% van de totale oppervlakte van de powiat.

## Demografie
Stand op 30 juni 2004:
| Omschrijving                   | Totaal | Totaal | Vrouwen | Vrouwen | Mannen | Mannen |
| ------------------------------ | ------ | ------ | ------- | ------- | ------ | ------ |
| eenheid                        | aantal | %      | aantal  | %       | aantal | %      |
| inwoners                       | 4787   | 100    | 2377    | 49,7    | 2410   | 50,3   |
| bevolkingsdichtheid (inw./km²) | 32,4   | 32,4   | 16,1    | 16,1    | 16,3   | 16,3   |

In 2002 bedroeg het gemiddelde inkomen per inwoner 1431,03 zł.

## Administratieve plaatsen (sołectwo)
Chełmiec, Chroślice, Kondratów, Małuszów, Męcinka, Muchów, Myślinów, Piotrowice, Pomocne, Przybyłowice, Sichów, Sichówek, Słup, Stanisławów.

Zonder de status sołectwo : Bogaczów, Jerzyków, Raczyce.

## Aangrenzende gemeenten
Bolków, Jawor, Krotoszyce, Legnickie Pole, Mściwojów, Paszowice, Świerzawa, Złotoryja